# Loch Eil
Loch Eil ist eine  Meeresbucht (Sea Loch) in Schottland. Durch die Engstelle The Narrows ist sie mit Loch Linnhe und dadurch mit der Schottischen See verbunden.
Am nördlichen Ufer verläuft die Panoramastraße Road to the Isles (A830) und die West Highland Line, die Eisenbahnstrecke zwischen Glasgow und Mallaig, auf der im Sommer der dampfbetriebene Museumszug The Jacobite verkehrt. Entlang der Bucht gibt es zwei Eisenbahnstationen, Loch Eil Outward Bound und die Bedarfshaltestelle Locheilside. Am Südufer verläuft die A861, die am Westende vom Loch Eil in die A830 einmündet. Die Bucht liegt in einer sehr spärlich besiedelten Gegend, die Ortschaften Kinlocheil, Fassfern, Duisky und Blaich an ihren Ufern bestehen jeweils aus nur wenigen Häusern. Wirtschaftlich wird der Loch für sanften Tourismus und die Zucht von Miesmuscheln genutzt. Outward Bound betreibt ein Zentrum beim Loch Eil.